# Andrij Aniszczenko
Andrij Anatolijowycz Aniszczenko (ukr. Андрій Анатолійович Аніщенко; ur. 16 kwietnia 1975 w Charkowie) – ukraiński piłkarz, grający na pozycji pomocnika, a wcześniej obrońcy, trener piłkarski.

## Kariera piłkarska

### Kariera klubowa
Wychowanek Szkoły Piłkarskiej w Charkowie. W 1993 rozpoczął swoją piłkarską karierę w miejscowej drużynie Olimpik Charków, skąd w sierpniu 1993 przeniósł się do Tawrii Chersoń. Sezon 1994/95 spędził w Artanii Oczaków, a po reorganizacji klubu latem 1995 wyjechał do Rosji, gdzie został piłkarzem Krylji Sowietow Samara. Jesienią 1996 bronił barw Metalista Charków. Na początku 1997 podpisał kontrakt z Krywbasem Krzywy Róg, a 17 marca 1997 debiutował w Wyższej Lidze w meczu z Metałurhiem Mariupol. Latem 2003 powrócił do Charkowa, gdzie występował w miejscowych zespołach Arsenał Charków i Helios Charków. Latem 2008 zakończył karierę piłkarską.

## Kariera trenerska
Po zakończeniu kariery zawodniczej pomagał trenować młodzieżową drużynę Metalista.

## Sukcesy i odznaczenia

### Sukcesy klubowe
- brązowy medalista Mistrzostw Ukrainy: 1999, 2000
- finalista Pucharu Ukrainy: 2000
- wicemistrz Perszej lihi Ukrainy: 2005

### Sukcesy indywidualne
- wybrany do listy 33 najlepszych piłkarzy roku na Ukrainie: 1999 (nr 3)